# 1784

## Родени
- 20 февруари – Джон Уул, Американски генерал
- 13 април – Фридрих фон Врангел, пруски генерал
- 30 юли – Леополд Шефер, германски писател
- 14 октомври – Фернандо VII, крал на Испания
- 24 ноември – Йохан Лудвиг Буркхард, швейцарски изследовател
- 24 декември – Елена Павловна, Велика руска княгиня

## Починали
- 1 юли – Вилхелм Фридеман Бах, германски композитор
- 31 юли – Дени Дидро, френски философ и писател